# Batillipes mirus
Espèce
Synonymes
- Batillipes caudatus Hay, 1917

Batillipes mirus est une espèce de tardigrades de la famille des Batillipedidae. 

## Distribution
Cette espèce se rencontre dans l'océan Atlantique au Brésil, aux Bahamas, aux États-Unis, en France, au Royaume-Uni, en Norvège, au Danemark, en Suède, en Finlande, en Allemagne, dans la mer Méditerranée en Espagne, en France, en Italie et en Algérie, dans la mer Noire en Bulgarie, en Roumanie et en Ukraine, dans l'océan Arctique en Russie, dans l'océan Indien à Madagascar et en Inde et dans l'océan Pacifique aux États-Unis et en Malaisie.

## Publication originale
- Richters, 1909 : Tardigraden-Studien. Bericht der Senckenbergische Naturforschenden Gesellschaft, vol. 40 p. 28-45 (texte intégral)